# Pacamão
Pacamão (Batrachoides surinamensis) é o nome popular de também 5 espécies de peixes actinopterígeos marinhos do Brasil, que fazem parte da família Batrachoididae, onde se classificam mais 69 espécies em 19 géneros no mundo todo.

## Nomes
No Brasil, a espécie também é chamada de peixe-sapo, tamboril, pacamã, pacamão ou peixe-cuíca dependendo da região. É um peixes de couro, demersal, de vivência piscívora, cabeça grande e achatada, de cores pardas, capazes de se enterrar parcialmente, se camuflando no substrato marinho de onde surpreende suas presas em velozes ataques. Podem chegar a 57 cm de comprimento. De aparência monstruosa semelhante um sapo.
Seu nome vem do tupi antigo pakamõ.

## Sistemática
O nome científico por extenso (com autor) deste táxon é Batrachoides surinamensis (Bloch & Schneider, 1801).
A espécie foi originalmente classificada no gênero Batrachus sob o protônimo Batrachus surinamensis pelos naturalistas alemães Marcus Élieser Bloch e Johann Gottlob Schneider, em 1801.
Esse táxon tem os seguintes nomes vernáculos ou padronizados em francês: "Crapaud guyanais", "Poisson crapaud", "Poisson guyanais" e "Batrachoïde du Suriname".
Batrachoides surinamensis tem como sinônimos:
- Batrachoides tau Lacepède, 1800
- Batrachus surinamensis Bloch & Schneider, 1801
- Inglês: Ballcat, Frogfish
- Francês: Poisson Crapaud, Crapaud Guyanais, Poisson Guyanais
- Español: Sapo Guayanes, Sapo Guayanés

## Distribuição
B. surinamensis é uma espécie encontrada no Oceano Atlântico ocidental do Caribe e ao longo da costa da América do Sul, de Honduras a Salvador, no Brasil. É uma espécie encontrada na costa e em estuários. Desde 2009, essa espécie não foi submetida a nenhuma ameaça que interrompesse sua integração em sua área de distribuição (Lista Vermelha da IUCN).[carece de fontes?]

## Ecologia

### Meio ambiente
Essa espécie, como muitos outros Batrachoides, é encontrada principalmente nas águas salobras dos estuários. Ela se movimenta pouco e permanece no fundo. Portanto, é caracterizada como um peixe demersal. Gosta particularmente de fundos arenosos e lamacentos rasos, entre 1 e 36 m, onde encontra as presas das quais se alimentará.[carece de fontes?]

### Características morfológicas
B. surinamensis é a maior espécie de Batrachoides registrada até hoje, medindo até 57 cm e pesando 2,3 kg. Geralmente tem cerca de 30 cm de comprimento. Esse peixe tem uma cabeça larga característica do gênero, olhos pequenos e uma formação escamosa muito proeminente no meio da cabeça (área escura no desenho da cabeça). Seu corpo é marrom, pontilhado com manchas pretas em forma de cavalo de sela. Possui três espinhos dorsais seguidos de 28 a 30 raios moles que formam a nadadeira dorsal. A nadadeira anal tem de 25 a 27 raios moles. As regiões supraorbital e interorbital são lisas e desprovidas de filamentos.[carece de fontes?]

### Fecundidade
B. surinamensis é uma espécie ovípara que atinge a maturidade sexual com 20 cm de comprimento para as fêmeas e 25 cm para os machos. Os ovos têm cerca de 4 a 5 mm de diâmetro e as fêmeas põem entre 400 e 500 ovos.[carece de fontes?]

### Dieta
B. surinamensis é um predador de emboscada que espera pacientemente nas profundezas que suas presas - pequenos crustáceos (caranguejos, camarões, etc.), moluscos (principalmente gastrópodes) e outros peixes - se aproximem antes de devorá-las rapidamente.[carece de fontes?]

## Valorização
Essa espécie é inofensiva para os seres humanos. Ela pode ser encontrada nas prateleiras das peixarias locais e também é o deleite de alguns aquaristas apaixonados.[carece de fontes?]